# 家 (島崎藤村)
『家』（いえ）は、島崎藤村の長編小説。1910年（明治43年）1月1日から5月4日まで「読売新聞」に「上巻」を連載。翌年、「中央公論」に1月、「犠牲」の題名で「下巻」の「一」から「五」を、4月、「六」から「九」を、続編として発表。11月に「緑蔭叢書」第三篇として自費出版された。
小泉家と橋本家という二つの旧家の没落を、相互の歴史を明らかにし、新時代の「家」と対比して描いた作品。小泉家は藤村の生家である島崎家を、橋本家は藤村の姉園が嫁いだ高瀬家をモデルとしており、明治期の家長制度を描写している。
島崎藤村の最高傑作にして日本における自然主義文学の完成とされる。

## あらすじ
木曾には小泉家と橋本家という二つの旧家が存在する。その家長の小泉実と橋本達夫は、伝統的な旧家の生き方などに縛られ時代から取り残されつつある。一方、その後を継ぐ橋本正太と、達夫の義弟の小泉三吉は、自らが旧家の生れであるという呪縛から逃れられない。
家を助けようとした正太は株に手を出したが失敗し、女性関係にも悩まされ名古屋で没する。三吉は夫婦関係や兄との援助関係に悩みつつも作家として大成し、一家の大黒柱のような存在になっていく。

## 登場人物
小泉三吉
島崎藤村自身。妻はお雪。
橋本正太
モデルは高瀬兼喜。薫の長男。事業に失敗し、病のため没する。
小泉実
モデルは島崎秀雄。小泉忠寛（モデルは藤村の父）の子。
橋本達夫
モデルは高瀬薫。橋本家の家長。妻はお種。

## 映画
原作の著作権消滅後である2013年（平成25年）に、秋原北胤監督で映画化された。配給はカエルカフェ。
スティーヴ エトウが演じる橋本達雄の妻であるお種（橋本種子）を主役に据え、西村知美が主演する。
昭和初期を舞台にしていると思われるが、作中にジーンズをはいた人物が登場したり、芝生の上にベンチが置かれていたり、ラミネートされた紙が扉に貼られていたりなどと時代考証がおろそかになっている。

### キャスト
- 西村知美 - 橋本種子
- 松田洋治 - 小泉三吉
- 伴杏里 - 小泉雪
- 木本夕貴 - 橋本仙
- 中山卓也 - 橋本正太
- 渡辺葉子 - 小泉倉
- 折原あやの - 小鈴
- 菖蒲理乃 - 小泉俊
- スティーヴ エトウ - 橋本達雄
- 今村祈履 - 橘春子
- 大谷みつほ - 橋本豊世
- 小倉一郎 - 小泉森彦

### スタッフ
- 原作：島崎藤村『家』
- 監督：秋原北胤
- 企画・制作・宣伝・配給：秋原正俊
- 脚本・編集：落合雪恵
- 撮影：花坊
- 音楽：THE金鶴
- 音響効果：スティーヴ エトウ
- 繁華街演奏：木村ハルヨ、羽尻皓一
- 挿入歌：黒崎ジュンコ『Life goes on』『ミスターダーリン』（『Life goes on』はエンディング・テーマとしても使用）